# Fenella Woolgar
 (août 2015).
Si vous disposez d'ouvrages ou d'articles de référence ou si vous connaissez des sites web de qualité traitant du thème abordé ici, merci de compléter l'article en donnant les références utiles à sa vérifiabilité et en les liant à la section « Notes et références ».
Fenella Woolgar (née le 4 août 1969 à Londres) est une actrice anglaise.

## Biographie
Fenella est la plus jeune fille de Maureen McCann et Michael Woolgar.
Elle a vécu dans sa jeunesse aux États-Unis dans le Connecticut avant que sa famille ne revienne au Royaume-Uni en 1976. Son père étant économiste, ils voyagèrent souvent.
Fenella entra à l'université de Durham puis continua ses études à la Royal Academy of Dramatic Art (RADA). À l'université, elle mit en scène et joua dans Meurtre dans la Cathédrale. Cette pièce jouée dans la cathédrale de Durham la fit connaître dans la revue de la ville.
Après avoir obtenu son diplôme à la RADA en 1999, elle joua principalement dans des pièces de théâtre à Manchester et enchaîna après une pause, avec le film de Stephen Fry Bright Young Things, sorti en 2002. Elle travailla avec quelques réalisateurs dont Woody Allen. En 2008, elle joua Agatha Christie dans la série télévisée Doctor Who.
Elle revient surtout au National Theatre et au théâtre Old Vic. Elle fit de la narration pour beaucoup de livres audio. Elle interpréta le rôle de Mrs Dalloway pour la BBC et celui d'Edith Wharton dans The Jinx Element et Ethan Frome.
Elle épouse le professeur Robert Harland en 2006. Ils ont trois enfants : Kit, née en 2007 et Tristan et Gabriel, nés en 2009. Elle aime également peindre, et parle italien.

## Distinctions
- Clarence Derwent Award : Meilleure actrice dans un second rôle en 2013
- The Sunday Times Culture Awards 2014 - Meilleure performance de l'année

### Nominations
Elle a été nommée pour plusieurs récompenses dont :
- Meilleure actrice dans un second rôle - Manchester Evening News Awards 2000 and 2001
- Meilleure actrice dans un second rôle - British Independent Film Awards 2003
- Meilleure actrice dans un second rôle - Empire Film Awards 2003
- Meilleure actrice dans un second rôle - London Critics Circle 2003
- Meilleur espoir féminin - Evening Standard Theatre Awards 2003
- Meilleure actrice dans un second rôle - What’s On Stage Awards 2013
- Meilleure actrice - BBC Radio Drama Awards 2013
- Meilleur livre audio de l'année (pour Life After Life) 2013

## Filmographie
- 2000 : Hercule Poirot (série télévisée) : Ellis
- 2001 : The Way We Live Now (épisodes 1 et 2)
- 2002 : AKA
- 2003 : Bright Young Things de Stephen Fry
- 2003 : Eroica
- 2004 : He Knew He Was Right (série télévisée de la BBC)
- 2004 : Stage Beauty
- 2004 : Vera Drake
- 2005 : Wah-Wah
- 2006 : Scoop de Woody Allen
- 2007 : Jekyll
- 2007 : St Trinian's
- 2008 : Doctor Who : Agatha Christie
- 2008 : Un Anglais à New York
- 2009 : St. Trinian's 2 : The Legend of Fritton's Gold
- 2010 : BioShock 2 (voix dans un jeu vidéo)
- 2010 : Hercule Poirot : Elizabeth Wittacker
- 2010 : Vous allez rencontrer un bel et sombre inconnu de Woody Allen
- 2011 : Case Histories
- 2011 : Cheerful Weather for the Wedding (en)
- 2013 : Espions de Varsovie
- 2014 : Mr. Turner
- 2015-2016 : À chacun(e) sa guerre : Alison Scotlock
- 2017 : Confident Royal (Victoria & Abdul) de Stephen Frears : Miss Phipps

## Pièces de théâtre
(janvier 2017).
Fenella a joué dans beaucoup de pièces de théâtre, surtout classiques comme :
- 1994 : Nelly, Playboy of the Western World, Bristol Old Vic
- 1999 : Varya, The Cherry Orchard, York Theatre Royal
- 2000 : Celia, As You Like It, Royal Exchange Manchester
- 2000 : Kitty Verdun, Charley's Aunt, Sheffield Crucible
- 2000 : Lucy, Bring Me Sunshine, Royal Exchange Manchester
- 2001 : Eleanor, The Miser, Salisbury Playhouse
- 2001 : Teresa, How the Other Half Loves, Watford Palace Theatre
- 2002 : Emma, Way Upstream, Derby Playhouse
- 2002 : Helena, A Midsummer Night's Dream, Royal Exchange Manchester
- 2004 : Adela, Passage to India, Shared Experience Theatre Company
- 2005 : Charlotte Brontë, Brontë, Shared Experience Theatre Company
- 2006 : Helen, Motortown, Royal Court, London
- 2009 : Madge, Time and the Conways, National Theatre, London directed by Rupert Goold
- 2010 : Charlotte, The Real Thing at the Old Vic, London
- 2011 : Madeleine, The Veil by Conor McPherson, National Theatre, London, directed by Conor McPherson
- 2012 : Thea Elvsted in Brian Friel's adaptation of Hedda Gabler, Old Vic, Londres
- 2013 : Margaret Thatcher (Mags) dans Handbagged by Moira Buffini, Tricycle Theatre, Londres[réf. nécessaire]
- 2013 : Theresa in Circle Mirror Transformation, Royal Court Local Theatre, Rose Lipman Building, Haggerston, Londres
- 2014 : Margaret Thatcher (Mags) dans Handbagged, Vaudeville Theatre, Londres